# 매시 곱
대수적 위상수학에서 매시 곱(영어: Massey product)은 코호몰로지 곱을 일반화하는 다항 연산이다. 이를 통하여, 코호몰로지의 환 구조만으로는 알 수 없는 위상수학적 불변량을 계산할 수 있다.

## 정의
미분 등급 대수 {\displaystyle (A,d)}의 코호몰로지 {\displaystyle H^{\bullet }(A)}의 원소 {\displaystyle u\in H^{\bullet }(A)}에 대하여,
{\displaystyle {\bar {u}}=(-)^{\deg u+1}u}
로 정의하자.
코호몰로지 {\displaystyle H^{\bullet }(A)} 위의 {\displaystyle n}항 매시 곱
{\displaystyle \langle \overbrace {-,-,\dots ,-} ^{n}\rangle \colon (H^{\bullet }(A))^{n}\to {\mathcal {P}}(H^{\bullet }(A))}
은 {\displaystyle n}개의 코호몰로지류를 코호몰로지류들의 집합으로 대응시키는 함수이며, 다음과 같다.
{\displaystyle \langle [a_{1,1}],\dots ,[a_{n,n}]\rangle =\left\{\sum _{i=1}^{n-1}a_{1,i}a_{i+1,n}\colon \qquad \forall 1\leq i\leq k\leq n,\;(i,j)\neq (1,n)\colon da_{i,k}=\sum _{j=i}^{k-1}{\bar {a}}_{i,j}a_{j+1,k}\right\}}
이 등식에서
{\displaystyle \deg a_{i,k}=i-k+\sum _{j=i}^{k}\deg a_{j,j}}
이며, 따라서
{\displaystyle \deg \langle u_{1},\dots ,u_{n}\rangle =\sum _{i=1}^{n}\deg u_{n}+2-n}
이다.

### 불확정성
일반적으로, 매시 곱은 공집합이거나 두 개 이상의 원소를 가질 수 있는 집합이다. 3차 매시 곱의 두 원소의 차는 다음과 같은 아이디얼에 속한다.
{\displaystyle x,y\in \langle [a_{1}],[a_{2}],[a_{3}]\rangle }
{\displaystyle x-y\in ([a_{1}])+([a_{3}])}
즉, 매시 곱을 다음과 같은 몫군 속의 값으로 정의한다면, 매시 곱은 유일하다.
{\displaystyle x,y\in \langle [a_{1}],[a_{2}],[a_{3}]\rangle }
{\displaystyle x-y\in H^{\deg a_{1}+\deg a_{2}+\deg a_{3}}/\left([a_{1}]H^{\deg a_{2}+\deg a_{3}}+H^{\deg a_{1}+\deg a_{2}}[a_{3}]\right)}
보다 일반적으로, {\displaystyle n}차 매시 곱은 다음과 같은 몫군 속에서 정의된다.
{\displaystyle x,y\in \langle [a_{1}],[a_{2}],\dots ,[a_{n}]\rangle }
{\displaystyle x-y\in H^{\sum _{i}\deg a_{i}}/\left([a_{1}]H^{\deg a_{2,n}}+H^{\deg a_{1,2}}H^{\deg a_{3,n}}+\cdots +H^{\deg a_{1,n-2}}H^{\deg a_{n-1,n}}+H^{\deg a_{1,n-1}}[a_{n}]\right)}
여기서
{\displaystyle \deg a_{i,j}=i-j+\deg a_{i}+\deg a_{i+1}+\cdots +\deg a_{j}}
이다.

### 낮은 차수의 매시 곱
0항 및 1항 매시 곱은 항상 {\displaystyle \{0\}}이다. 2항 매시 곱은 코호몰로지 곱
{\displaystyle \langle u,v\rangle =\{uv\}}
이다.
3항 매시 곱은 최초로 자명하지 않은 매시 곱이며, 다음과 같다. 만약
{\displaystyle uv=vw=0}
{\displaystyle ds={\bar {u}}v}
{\displaystyle dt={\bar {v}}w}
라면,
{\displaystyle \langle [u],[v],[w]\rangle =[{\bar {s}}w+{\bar {u}}t]}
이다.
4항 매시 곱은 다음과 같다.
{\displaystyle [uv]=[vw]=[wx]=0}
{\displaystyle dr={\bar {u}}v}
{\displaystyle ds={\bar {v}}w}
{\displaystyle dt={\bar {w}}x}
{\displaystyle [{\bar {r}}w+{\bar {u}}s]=[{\bar {s}}x+{\bar {v}}t]=0}
{\displaystyle dp={\bar {u}}s+{\bar {r}}w}
{\displaystyle dq={\bar {v}}t+{\bar {s}}x}
{\displaystyle \langle [u],[v],[w],[x]\rangle =[{\bar {u}}q+{\bar {r}}t+{\bar {p}}x]}

## 응용

매시 곱을 사용하여, 보로메오 고리가 얽혀 있다는 것을 알 수 있다.

매시 곱은 코호몰로지의 곱 연산만으로 알 수 없는 위상수학적 불변량들을 측정한다. 예를 들어, 연환의 일종인 보로메오 고리(영어: Borromean rings)는 그 여공간의 코호몰로지의 곱만으로는 세 개의 고리가 분리될 수 없다는 것을 알지 못하지만, 각 고리에 대응하는 코호몰로지 원소의 3중 매시 곱이 0이 아니므로 세 개의 고리가 얽혀 있다는 사실을 알 수 있다.

## 역사
윌리엄 슈마허 매시(영어: William Schumacher Massey)가 1958년에 도입하였다.